# Jasna Turkalj
Jasna Turkalj (Zagreb 24. travnja 1962.), hrvatska povjesničarka. 

## Životopis
Jasna Turkalj (rođ. Žiljak) rođena je 24. travnja 1962. u Zagrebu. Studij povijesti (A1) i arheologije (A2) završila je na Filozofskom fakultetu Sveučilišta u Zagrebu. Poslijediplomski znanstveni studij iz nacionalne povijesti 19. i 20. stoljeća upisala je na Filozofskom fakultetu u Zagrebu 1993. godine. Od 1. travnja 1995. zaposlena je u Hrvatskom institutu za povijest na projektu Povijest političke misli i političkih stranaka u Hrvata od 18. – 20. stoljeća pod vodstvom dr.sc. Jure Krište, a zatim na projektu Politički život u hrvatskom društvu od druge polovice 19. stoljeća do početka 20. stoljeća pod vodstvom dr.sc. Zlatka Matijevića. U znanstveno zvanje znastvene suradnice izabrana je 2005., a iste je godine zasnovala radni odnos na neodređeno vrijeme   na znanstvenom radnom mjestu znanstveni suradnik.
Od 2007. godine radi na projektu Politički život u hrvatskom društvu od 1840-ih do 1940-ih kojem je voditelj dr. sc. Stjepan Matković.
Magistarski rad pod naslovom Značaj Starčevićevih i Kvaternikovih ideja u pravaškom tisku i politici do Rakovice (1867. – 1871.) obranila je na Filozofskom fakultetu Sveučilišta u Zagrebu 1998. godine. Doktorirala je obranom doktorskog rada pod naslovom Nositelji pravaške misli 80-ih godina 19. stoljeća na Filozofskom fakultetu Sveučilišta u Zagrebu 2002. godine. Bila je urednica časopisa Povijesni prilozi (od 2002. – 2008.), članica je Predsjedništva Hrvatskog nacionalnog odbora za povijesne znanosti (od 2004.) te od 2005. predsjednica Znanstvenog vijeća Hrvatskog instituta za povijest. Sudjelovala je u organizaciji i radu više znanstvenih skupova, između ostalog i kao članica Izvršnog odbora Prvog kongresa hrvatskih povjesničara, Znanstvenog odbora Drugog kogresa hrvatskih povjesničara i Organizacijskog odbora Trećeg kongresa hrvatskih povjesničara.
Područje znanstvenog rada: Istraživanje složenog fenomena pravaštva, a težištem na slabo poznatoj društvenoj strukturi i teritorijalnoj kompoziciji ne samo stranačkog vodstva već i šireg kruga članova i pristaša Stranke prava te pravaškog izbornog tijela tijekom 1880-ih, dakle u vrijeme kada Stranka prava prerasta u nacionalni pokret i postaje vodeća politička snaga Banske Hrvatske i njoj 1881. reintegrirane Vojne krajine.